# 세이나 노조미
세이나 노조미(일본어: 星南 のぞみ せいな のぞみ[*], 1993년 9월 4일 - )는 일본의 배우이다. 전 다카라즈카 가극단 유키구미 여역 스타이다.
시가현 오오츠시, 도시샤 여자고등학교 출신이다. 키 162cm, 혈액형 A형, 애칭은 "리사"이다.
소속사는 PKP이다.

## 약력
2010년, 다카라즈카 음악학교에 입학하였다.
2012년, 다카라즈카 가극단 98기생으로 입단. 입단 당시 성적은 12등이다. 소라구미 「화려한 나날 / 크라이 맥스」로 초무대를 하였다.
2013년, 구미마와리를 거치고 유키구미에 배속되었다.
미모가 아름다운 여역으로 일찍부터 주목을 받아, 2015년, 사기리 세이나ㆍ사키히 미유 톱콤비 대극장 오히로메 「루팡 3세」로 신인공연 첫 히로인인 마리 앙투아네트 역을 맡았다. 같은 해 방송된 NHK드라마 『경제세민의 남자 코바야시 이치조』에 출연하였다.
2016년, 「사립탐정 케일럽 헌트」로 2번째 신인공연 히로인을 맡았다.
2018년, 「요시츠네요코무겐사쿠라(義経妖狐夢幻桜)」로 바우홀 공연 첫 히로인을 맡았다.
2021년 11월 14일, 아야카제 사키나ㆍ아사즈키 키와 톱콤비 대극장 오히로메 공연 「CITY HUNTER／Fire Fever!」 도쿄 공연 천추락을 기해, 다카라즈카 가극단을 퇴단하였다.
퇴단 후에는 2022년부터 PKP 소속이 되어, 예능 활동을 재개했다.

## 인물
아역 등의 귀여운 역할을 연기 하는 경우가 많았지만, 실제로는 집안의 장녀이다.
3살부터 발레 레슨을 받았고, 취미는 스쿠버 다이빙이다.
다카라즈카 팬이었던 어머니와 함께 관람한 2007년 유키구미 공연 「엘리자베트」에서 다카라즈카의 매력에 이끌려 빠져들게 되었다.
예명의 유래는, 원래 별을 좋아했기 따문에 "세이나(星南)", 희망을 가질 수 있도록 "노조미(のぞみ)"라 지었다.

## 퇴단 후 주요 활동

### 무대
- 2022년 4월, 『Gift from the Moon 달이 준 선물…』 (치구사문화소극장)
- 2022년 6월, 낭독극 『세상에서 고양이가 사라진다면』 (시어터 1010) - 고양이 (캐비지)/그녀

## TV출연
- 2015년 9월, NHK 『경제세민의 남자 코바야시 이치조』 후편 - 토리이 하루코
- 2019년 7월, 후지테레비 『2019 FNS 노래의 여름 축제』

## 광고ㆍCM출연
- 2015년, 『에어웨이브』
- 2017년 - 2021년, 『히야제약』